# La Palma (Kuba)
La Palma är en kommun i Kuba. Den ligger i provinsen Provincia de Pinar del Río, i den västra delen av landet, 130 km väster om huvudstaden Havanna. Antalet invånare är 35 426. Arean är 621 kvadratkilometer.
Terrängen i Municipio de La Palma är kuperad åt sydost, men åt nordväst är den platt.